# Ariballo

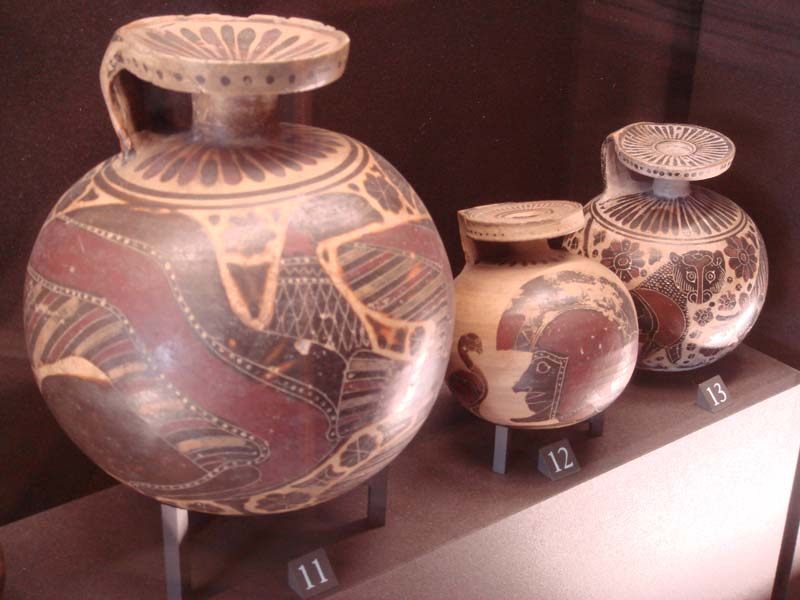
Ariballi globulari

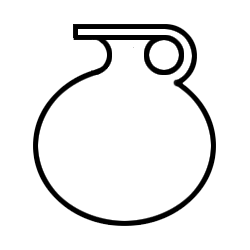
Forma dell'ariballo globulare

L'ariballo (in greco antico: ἀρύβαλλος?, arýballos)  è un piccolo vaso (la dimensione tipica è circa 7 o 8 cm) con corpo globulare, senza distinzione tra spalla e pancia,  e con un corto e stretto collo e un ampio orlo piatto dotato però di una piccola apertura; l'unica ansa si impostava sull'orlo e sulla spalla. 

## Storia e descrizione
Era in uso soprattutto nell'antica Grecia. L'uso del termine applicato esclusivamente a questa forma vascolare è una convenzione stabilita in epoca moderna. Si distingue dal piccolo alabastron che invece ha corpo piriforme.
Era utilizzato per contenere olii profumati e veniva utilizzato dagli atleti durante i loro allenamenti: le raffigurazioni vascolari lo mostrano appeso con un laccio al polso del proprietario o ad un gancio.
La forma, derivata dall'oinochoe globulare del IX secolo a.C., si diffonde a partire dall'VIII secolo a.C. nella ceramica protocorinzia. Poteva anche assumere forme plastiche, raffigurando piccoli animali o teste, o altre forme decorative, come quella ad anello.
L'ariballo globulare è diffuso a Corinto, nella ceramica etrusco-corinzia e nella ceramica laconica del VI secolo a.C.; è raro in ambiente attico, dove, alla fine del VI secolo a.C., diviene comune una variante con orlo a campana rovesciata, fondo piatto, due anse o nessuna negli esemplari più recenti.

## Galleria d'immagini

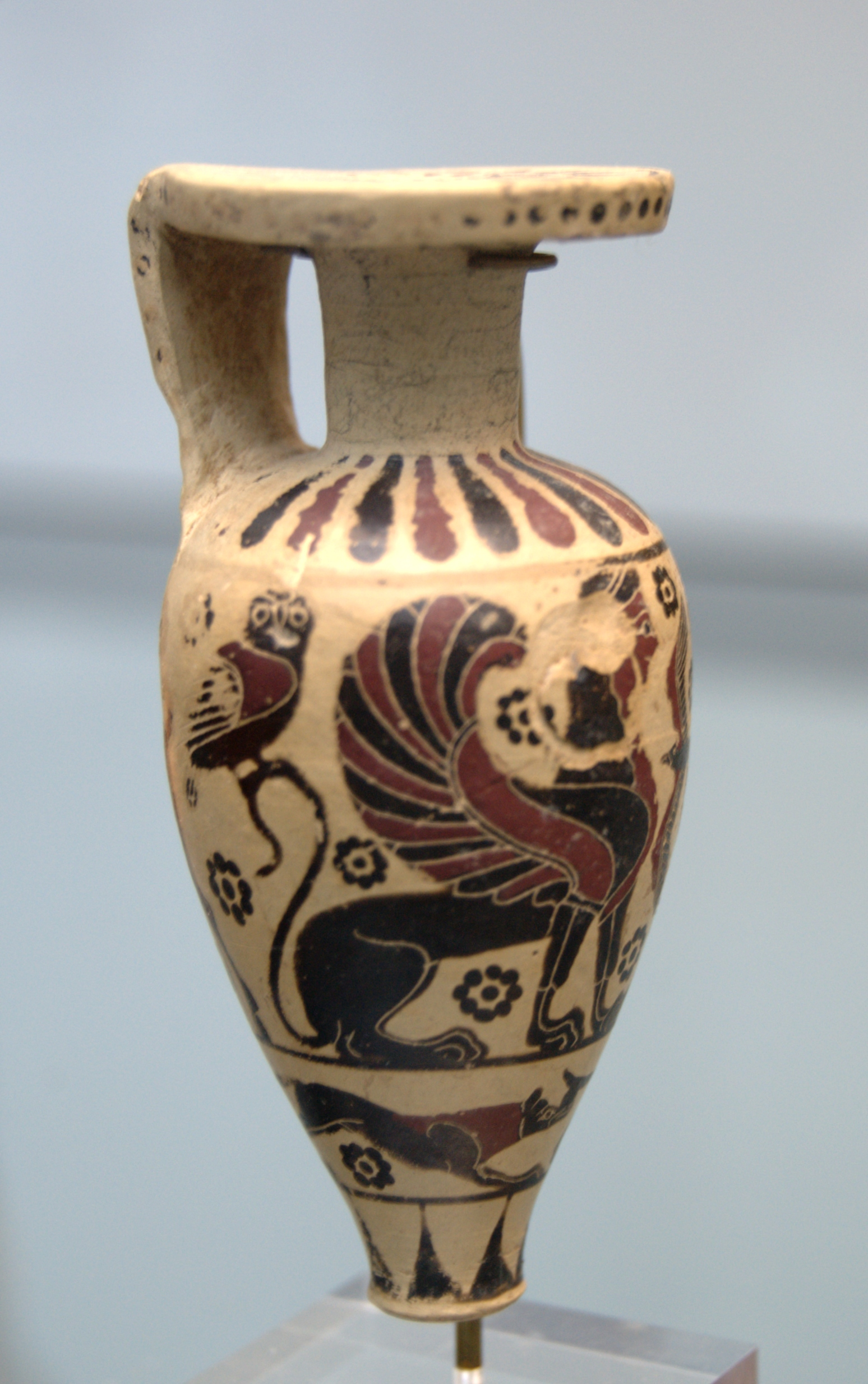
Ariballo piriforme
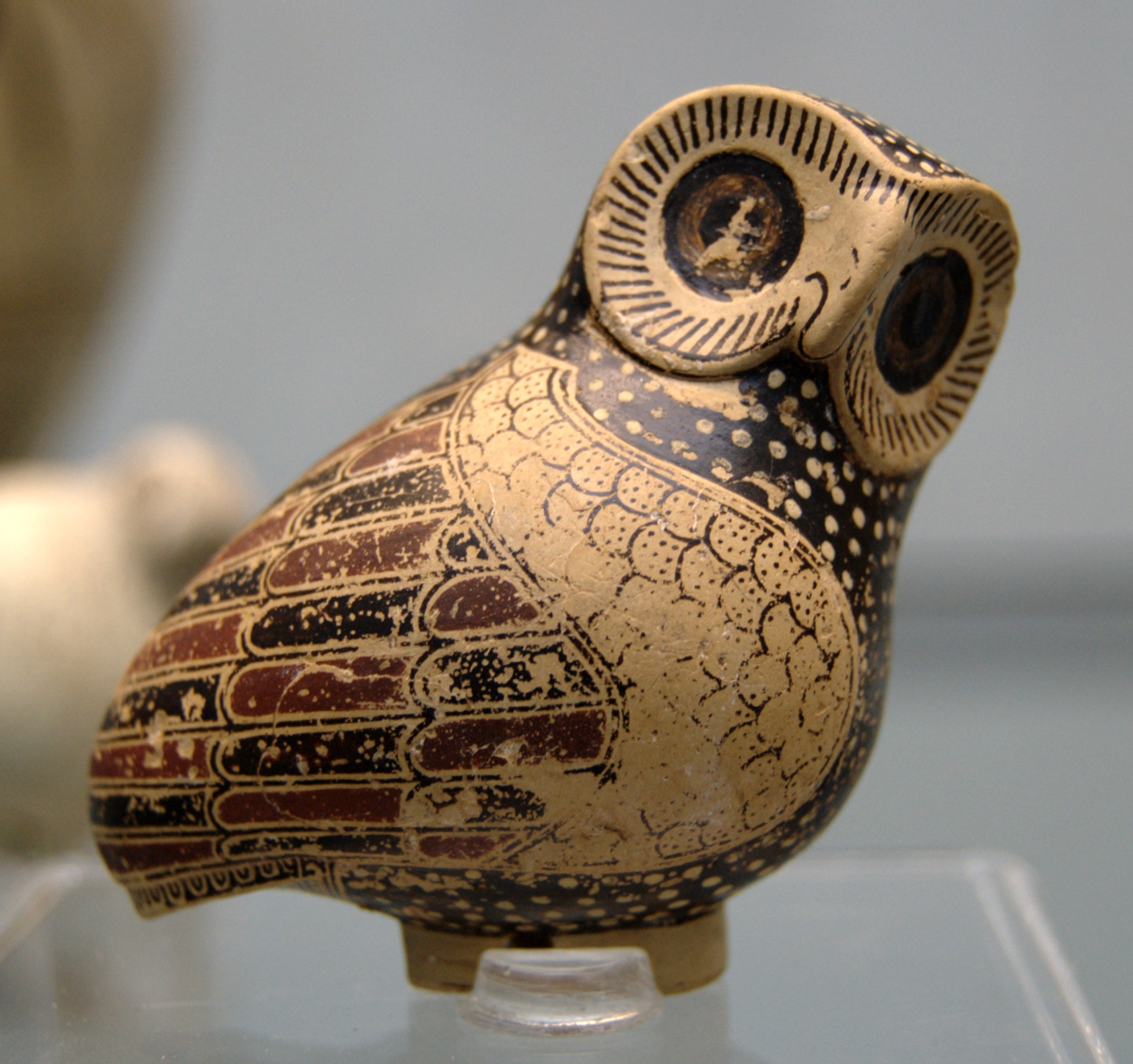
Ariballo plastico a forma di civetta
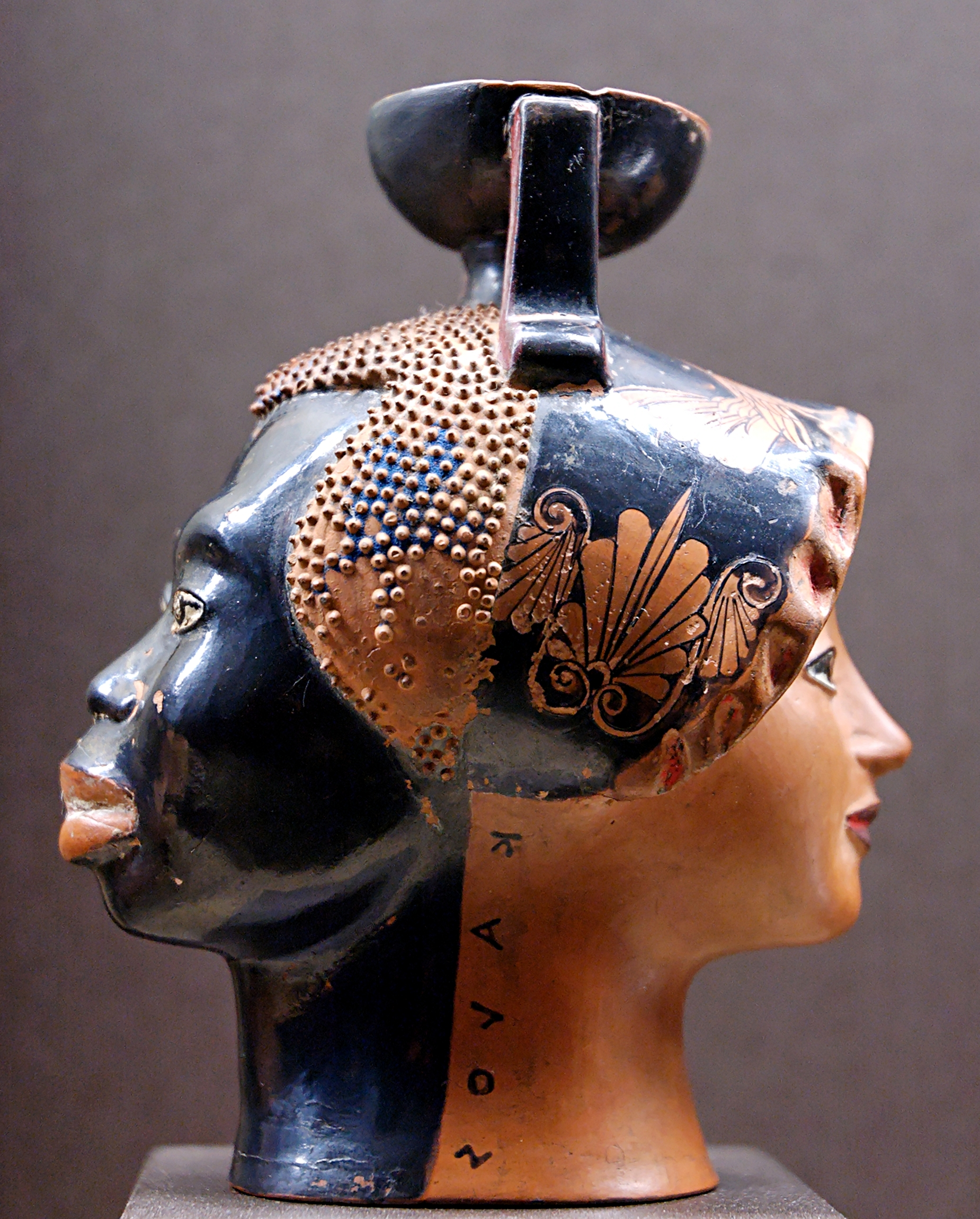
Ariballo plastico con due teste
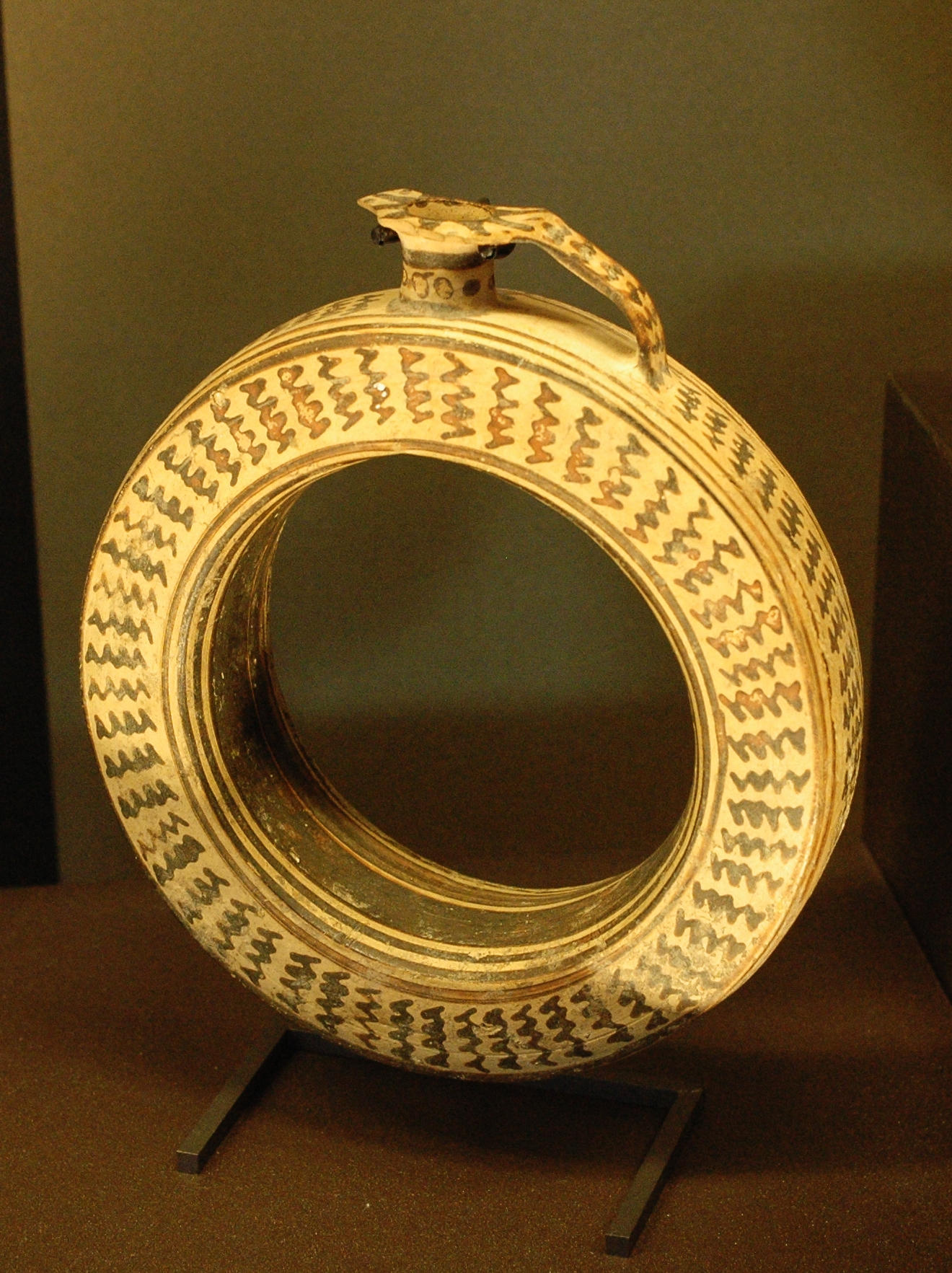
Ariballo ad anello
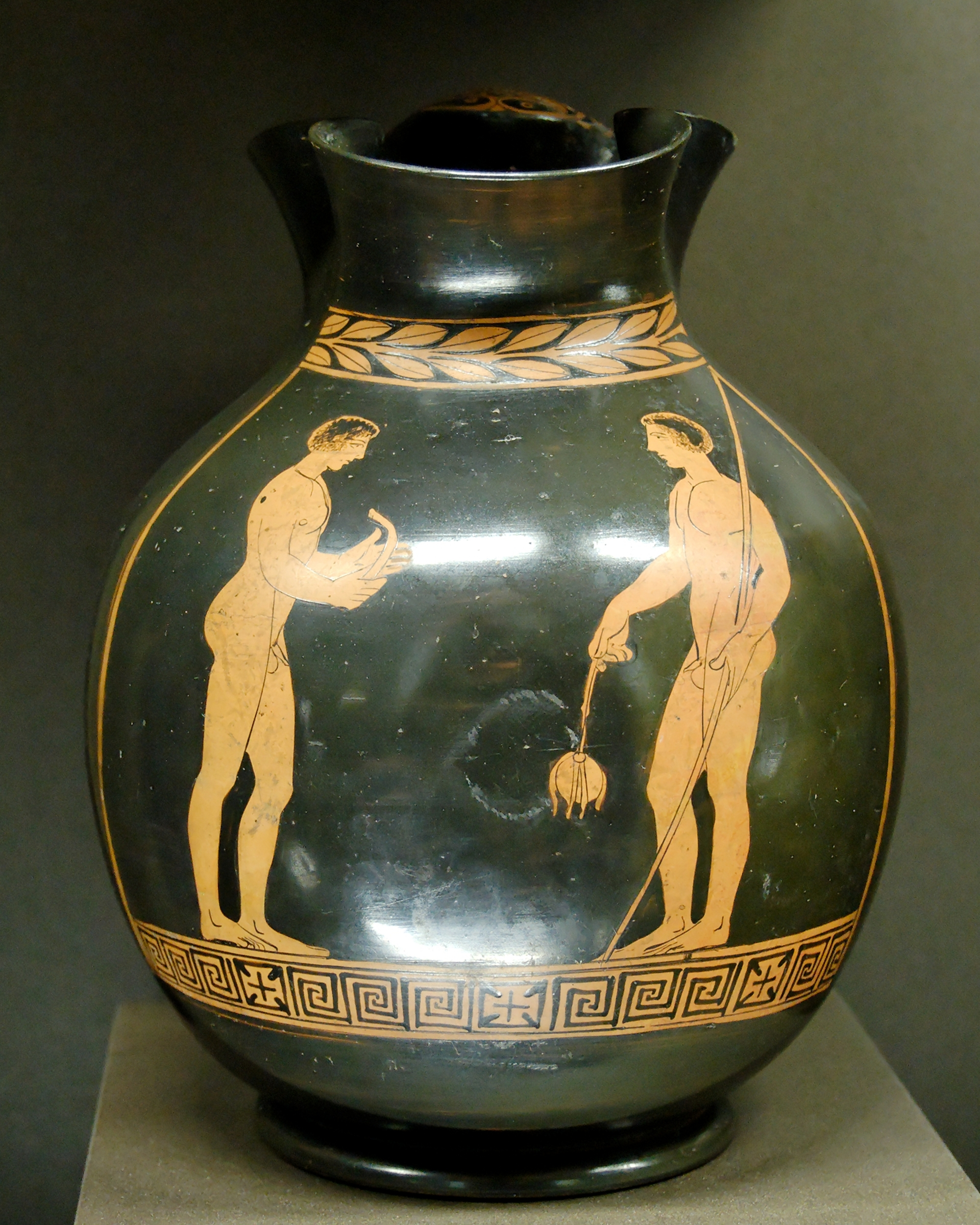
Due atleti su una oinochoe da Metaponto: quello di destra porta un ariballo; quello di sinistra uno strigile